# تلمبه حاج فتح‌الله محمدی
تلمبه حاج فتح‌الله محمدی یک منطقهٔ مسکونی در ایران است که در دهستان بنارویه واقع شده‌است.